# Ambulyx andangi
Ambulyx andangi là một loài bướm đêm thuộc họ Sphingidae. Nó được miêu tả bởi Brechlin, năm 1998, và được tìm thấy ở Moluccas ở Indonesia.